# Resolutie 225 Veiligheidsraad Verenigde Naties
Resolutie 225 van de Veiligheidsraad van de Verenigde Naties werd unaniem aangenomen op 14 oktober 1966.

## Achtergrond
Op 4 oktober 1966 werd Lesotho een onafhankelijke staat binnen het Britse Gemenebest. Toen het zich afscheidde van het Verenigd Koninkrijk, kreeg het toenmalige Basutoland de nieuwe naam Koninkrijk Lesotho.

## Inhoud
De Veiligheidsraad had de aanvraag van Lesotho om tot de VN te worden toegelaten bestudeerd, en beval de Algemene Vergadering aan Lesotho toe te laten als VN-lidstaat.

## Verwante resoluties
- Resolutie 223 Veiligheidsraad Verenigde Naties (Guyana)
- Resolutie 224 Veiligheidsraad Verenigde Naties (Botswana)
- Resolutie 230 Veiligheidsraad Verenigde Naties (Barbados)
- Resolutie 243 Veiligheidsraad Verenigde Naties (Zuid-Jemen)

Lijst ·  220 ·  221 ·  222 ·  223 ·  224 ·  225 ·  226 ·  227 ·  228 ·  229 ·  230 ·  231 ·  232